# Hermann Stork
Hermann Albert Stork, född 30 augusti 1911 i Giessen, död 12 juni 1962 i Frankfurt am Main, var en tysk simhoppare.
Stork blev olympisk bronsmedaljör i höga hopp vid sommarspelen 1936 i Berlin.